# Conostylis seminuda
Conostylis seminuda là một loài thực vật có hoa trong họ Huyết bì thảo. Loài này được Hopper mô tả khoa học đầu tiên năm 1987.